# Custodia procesional de Fuente Obejuna
La custodia procesional de Fuente Obejuna es una obra de orfebrería de estilo plateresco conservada en la iglesia de Nuestra Señora del Castillo de Fuente Obejuna, que es un municipio ubicado al noroeste de la provincia de Córdoba (España). En la festividad del Corpus Christi procesiona con la máxima solemnidad por las calles de Fuente Obejuna custodiando en su interior el Santísimo Sacramento, y en el último día de la Octava del Corpus también procesiona bajo palio por las cercanías de la mencionada iglesia dando así por concluida esa festividad religiosa.
Algunos autores afirmaron que es la obra «más brillante de la orfebrería renacentista cordobesa» y otros, que también la han calificado de obra «genuinamente plateresca» y «excepcional», aseguraron que «se supone» que Leopoldo de Austria, que fue obispo de Córdoba entre 1541 y 1557, fue quien ordenó su realización y quien la donó al templo, aunque esta última afirmación parece ser considerada definitiva por algunos historiadores, como Manuel Gahete Jurado y Pascual Madoz, que afirmó categóricamente, al igual que Luis María Ramírez de las Casas-Deza, que fue donada por dicho prelado a la iglesia de Nuestra Señora del Castillo junto con otras «buenas alhajas y ornamentos».

## Historia
La iglesia de Nuestra Señora del Castillo de Fuente Obejuna posee una notable colección de piezas de orfebrería, y sobre todo del siglo XVI, «de excepcional calidad», en palabras de la historiadora María Teresa Dabrio González, aunque por encima de todas sobresale esta custodia procesional o de asiento, que según algunas fuentes habría sido encargada y donada a dicho templo por el obispo de Córdoba Leopoldo de Austria junto con otros objetos para el culto como una cruz parroquial, una custodia de mano, un píxide y un cáliz, aunque no hay pruebas que demuestren que dicho prelado fuera el donante, y el historiador Juan Gómez Bravo ya afirmó simplemente al respecto en el siglo XVIII que «según se cree» dicho obispo fue el donante. Pero al contrario que en otras obras de orfebrería que ordenó labrar, en la custodia de Fuente Obejuna no aparece el escudo del obispo Leopoldo.
La custodia se conservó en mal estado durante mucho tiempo, según afirmó Rivera Mateos, hasta que fue restaurada en 1961 en los talleres de Aumente, situados en la ciudad de Córdoba, pero para entonces ya habían desaparecido una de sus esculturas de mayores dimensiones, dos muy pequeñas y también algunos otros «adornos». Y hasta 1979, cuando Juan Miguel Larios Larios hizo un análisis detallado del esquema iconográfico de la custodia, esta careció, a pesar de ser una obra destacada, de un estudio minucioso desde el punto de vista artístico.
Tras el estallido de la Guerra Civil Española la custodia fue ocultada, y hay testimonios que afirman que cuando en la madrugada del 21 de septiembre de 1936 el arcipreste de Fuente Obejuna, José Castro Díaz, fue fusilado en las tapias del cementerio de Granja de Torrehermosa junto con otros 43 individuos, de los que seis, incluyendo al arcipreste, eran sacerdotes diocesanos, el arcipreste fue «reservado para el final» y ejecutado en último lugar con el propósito, como señalan diversos autores, de que revelara a sus verdugos el paradero de la «famosa» custodia de Fuente Obejuna, aunque murió sin comunicárselo.

## Autoría y fecha

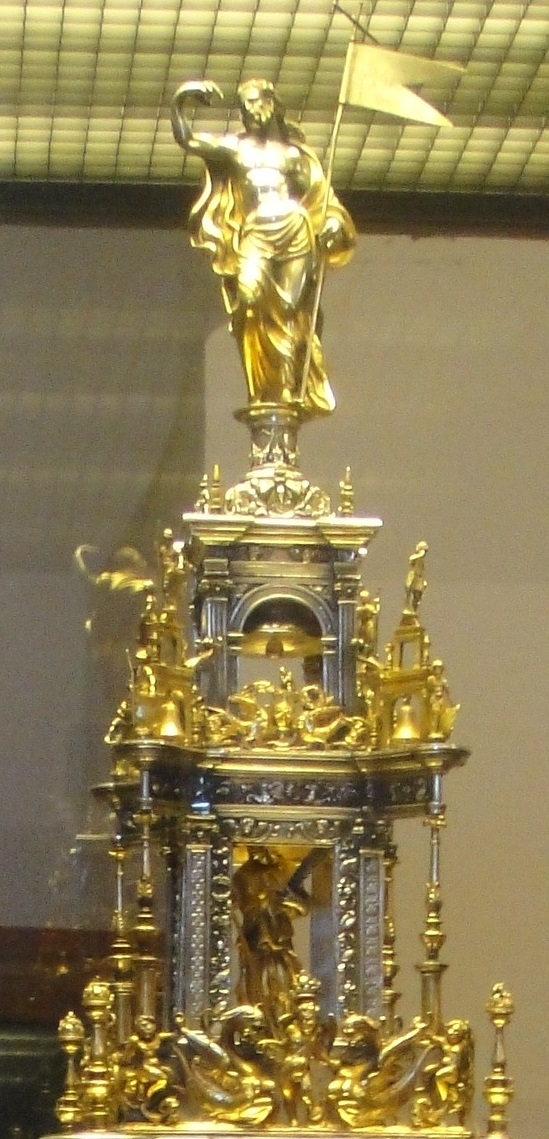
Cristo Resucitado y tercer y cuarto cuerpo de la custodia de Fuente Obejuna.

Una curiosa leyenda afirma que en el siglo XVI se propaló el rumor por Fuente Obejuna de que cuando el artífice de la custodia se dio cuenta de la importancia y «genialidad» de su obra, y de que era ya demasiado anciano lamentablemente para conseguir hacer otra de mayor calidad y superior a esta, decidió clausurar su taller y abandonar la cofradía y el gremio de los plateros, lo que aclararía el misterio, como afirmaron varios autores, de la súbita desaparición del artífice y los escasos datos que se conocen sobre el mismo. Sin embargo, Rivera Mateos ya señaló que esta leyenda carece de una «sólida apoyatura documental», aunque en realidad actualmente sigue siendo imposible identificar con total seguridad al autor de la custodia.
Francisco Javier Sánchez Cantón afirmó en 1920 en su obra Los Arfes: escultores de plata y oro (1501-1603), y basándose en las numerosas similitudes que la custodia de Fuente Obejuna tiene con la custodia de la catedral de Santiago de Compostela, que la primera fue labrada por Antonio de Arfe, que es el artífice de la compostelana, aunque a dicho autor ya le pareció bastante extraño que el orfebre Juan de Arfe, que era hijo de Antonio, no la hubiera incluido entre las obras de su padre en un libro que escribió sobre las mismas. Y Sánchez Cantón también afirmó que la custodia mellariense debió ser un «ensayo» final de dicho artista antes de emprender la realización de la compostelana, aunque esta atribución a Antonio de Arfe no es respaldada por ningún historiador en la actualidad.
En 1961, al ser restaurada la custodia de Fuente Obejuna en los talleres de Aumente, fueron descubiertos en ella cuatro punzones de un platero llamado Pedro Fernández que estaban situados junto al punzón de la ciudad de Córdoba, y colocados por debajo de las cuatro columnas sobre las que descansa el primer cuerpo de la custodia. Y ese descubrimiento propició que en los años siguientes la custodia fuera atribuida a Pedro Fernández, aunque hay numerosos argumentos en contra de esa afirmación.

El punzón de Pedro Fernández, en el que aparecen las siglas (PRO/FRS), sólo ha sido visto hasta ahora en algunas piezas de orfebrería de escaso interés y «muy poca importancia», en palabras de diversos autores, como en un cáliz de pequeño tamaño de La Rambla, donde el punzón aparece en solitario, en un píxide del municipio de Zuheros y en una naveta de la basílica de San Pedro de Córdoba, aunque en estas dos últimas obras el punzón de Pedro Fernández apareció por su cargo de contraste y no por ser el autor de las mismas. Y aunque hay constancia de que un «fiel marcador de oro y plata» llamado Pedro Fernández Tercero desempeñó ese cargo en varias ocasiones en Córdoba entre 1515 y 1538, algunos autores señalan que los punzones que aparecen en la custodia mellariense deben pertenecer a otro individuo homónimo que ocupó ese cargo entre 1553 y 1560. Y a pesar de lo anterior la mayoría de los historiadores consideran muy significativo el que al autor de esta obra de excepcional «importancia» no se le conozcan otras piezas destacadas, ya que sí lo son las de otros orfebres como Diego de Alfaro o Diego Fernández, y por ello dudan de que un platero de tan escaso relieve sea el autor de esta obra tan notable de la platería cordobesa.

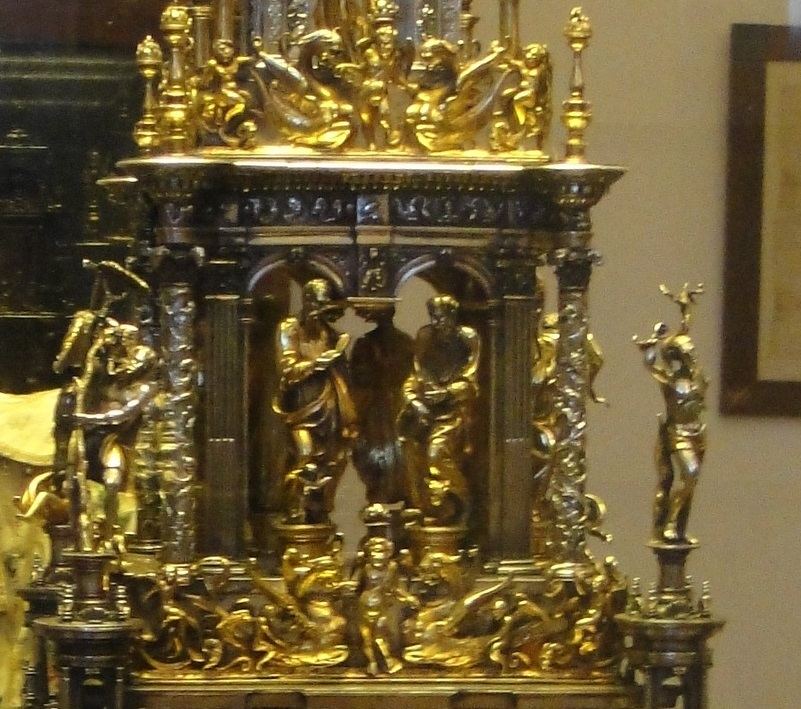
Segundo cuerpo de la custodia procesional de Fuente Obejuna.

El profesor Jesús Hernández Perera fue el primero en afirmar, y la mayoría de los autores coinciden con él en la actualidad, aunque no haya pruebas definitivas que lo avalen, que la custodia de Fuente Obejuna fue labrada por Juan Ruiz el Vandalino, aunque una minoría de historiadores lo afirma incluso rotundamente, y también afirma la mayoría que Pedro Fernández sólo marcó la obra con su punzón por su cargo de contraste, ya que en aquella época era obligatorio que en las piezas elaboradas con metales preciosos figuraran tres punzones: el de la ciudad donde se hubiera realizado, que en este caso fue la de Córdoba, el del artista que la hubiera ejecutado y por último el del contraste o marcador que debía corroborar la «calidad» de la obra. Y dichos autores fundamentan su hipótesis en las grandes similitudes que esta obra presenta con la desaparecida custodia procesional de la catedral de Jaén, realizada por dicho orfebre y «bárbaramente» destrozada en 1936 por miembros del bando republicano durante la Guerra Civil Española, por lo que sólo es conocida a través de algunas fotografías tomadas antes de su destrucción. Sin embargo, basándose en dichas imágenes, y tras haber estudiado detenidamente su estilo y esquema compositivo, afirman algunos autores que la custodia jienense es mucho más parecida a la de la catedral de Santiago de Compostela que la de Fuente Obejuna, ya que esta última y la de Jaén están llenas de ornamentación.
En las custodias de Jaén y de Fuente Obejuna se emplearon arcos de medio punto rebajados y con «líneas muy similares», mientras que en la compostelana se utilizaron por el contrario arcos peraltados; pero la custodia jienense y la mellariense comparten algunas características más en común:

Un detalle, poco feliz por cierto, acerca también a las dos custodias andaluzas: la existencia de un doble arco, cuya conjunción no apoya en columna ni pilar sino que queda al aire sobre un capitel a modo de pinjante. En estas dos custodias están muy desarrolladas, y con absoluta semejanza de estilo y elementos, las cresterías que corren sobre los entablamentos. Hay cierto abuso común de imaginería, y las figuras, en una y otra, ofrecen cierta desproporción respecto a los huecos de confirmación a nuestra hipótesis tales como la forma de las campanitas que penden de las torres. Por último, dentro de lo que permite el trabajar con fotografías, encontramos muy posible identidad de autor entre las figuras de santos de una y otra.

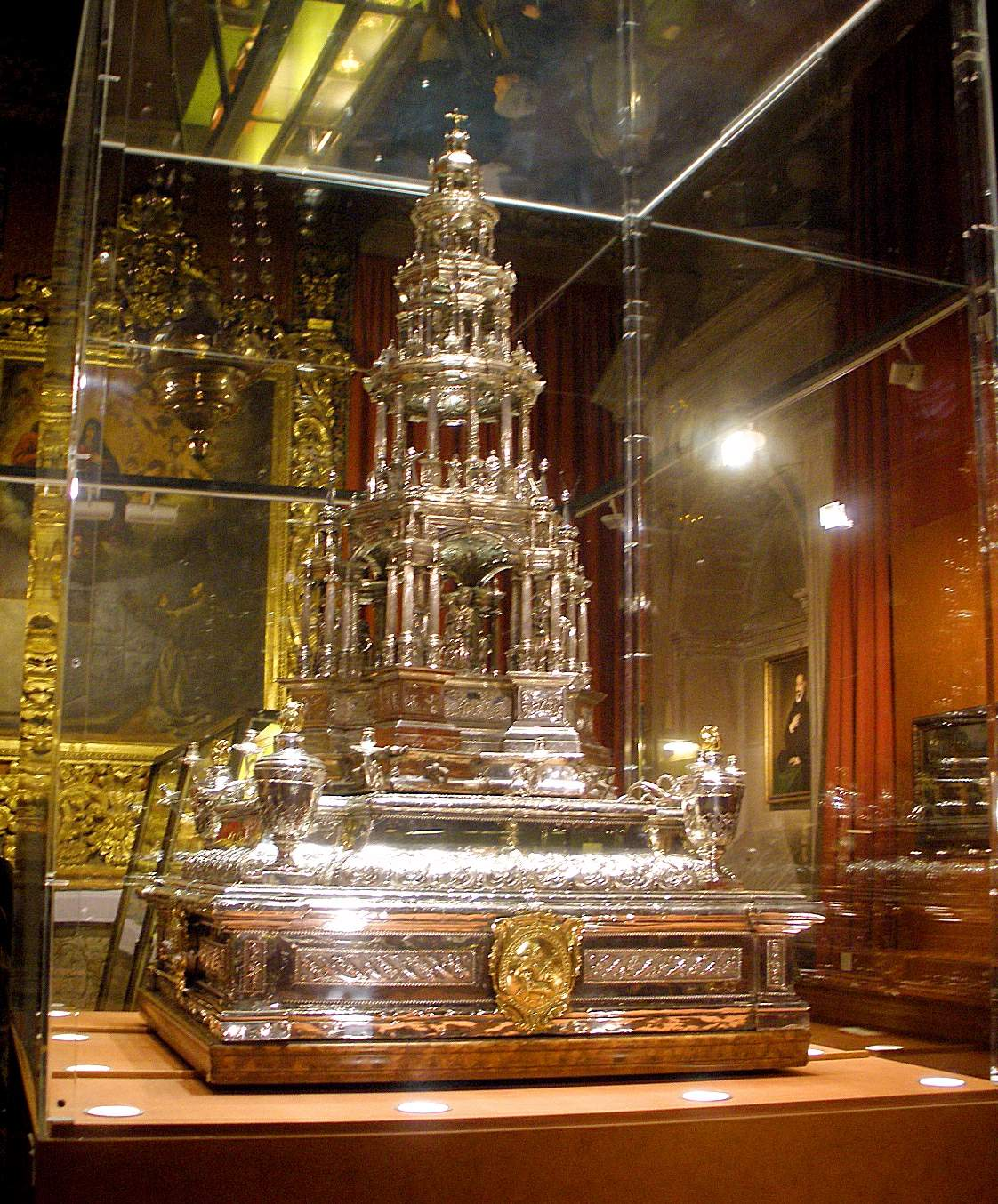
Custodia de la catedral de Ávila.

El supuesto autor de la custodia, Juan Ruiz el Vandalino, fue un destacado orfebre cordobés y discípulo de Juan de Arfe, aunque Manuel Gahete Jurado aseguró que fue discípulo de Enrique de Arfe. Y según Juan de Arfe el Vandalino fue uno de los más destacados orfebres andaluces de su época, aunque hay muy pocas obras conocidas suyas, por lo que algunos historiadores consideran que probablemente se dedicó a la fabricación de vajillas, que a largo plazo solían acabar fundidas, pero hay constancia de que también realizó, además de la desaparecida custodia de la catedral de Jaén, la de la concatedral de Baza y la del convento de San Pablo de Sevilla, que sí han llegado hasta nuestros días.
La mayoría de los autores también coinciden en la dificultad que supone fijar con precisión la fecha en que fue realizada la custodia de Fuente Obejuna, y algunos señalaron en décadas pasadas que debió ser labrada entre 1535 y 1540, que fue el periodo en el que Pedro Fernández Tercero ejerció el cargo de contraste, o bien entre 1541 y 1549, ya que estos últimos años incluyen los primeros del pontificado en Córdoba del obispo Leopoldo de Austria, que según algunas fuentes habría sido quien ordenó su realización, y la muerte del supuesto artífice de la custodia, Juan Ruiz el Vandalino, que falleció en 1550.
Otros autores señalan que debió ser realizada hacia el año 1550, y otros que lo fue después de la de la catedral de Jaén, que fue labrada en 1533, ya que la de Fuente Obejuna es considerada como más elaborada y con un mayor equilibrio arquitectónico, por lo que aseguran que debe ser unos «diez o quince años» posterior a la jienense. Y de ser cierta esta última afirmación su realización ya coincidiría con el periodo de pontificado de Leopoldo de Austria, que fue obispo de Córdoba entre 1541 y 1557 y que según algunas fuentes habría sido quien encargó esta obra y quien la donó a la iglesia de Nuestra Señora del Castillo de Fuente Obejuna junto con otras «buenas alhajas y ornamentos», como afirmaron Pascual Madoz y Ramírez de las Casas-Deza.

## Programa iconográfico
La custodia de Fuente Obejuna intentó exaltar por encima de todo el sacramento eucarístico y fue proyectada con una destacada unidad «estética y simbólica», por lo que en opinión de Dabrio González tal vez el autor contó con la colaboración de algún individuo con conocimientos profundos de la Teología cristiana. Y conviene señalar que con este tipo de obras también se intentaba hacer frente, teniendo en cuenta el contexto en el que fueron realizadas, a la Reforma protestante, ya que en aquella época las custodias de asiento o procesionales aspiraban a ser «poderosas armas» que respaldaran los ideales católicos de la Contrarreforma.

## Descripción

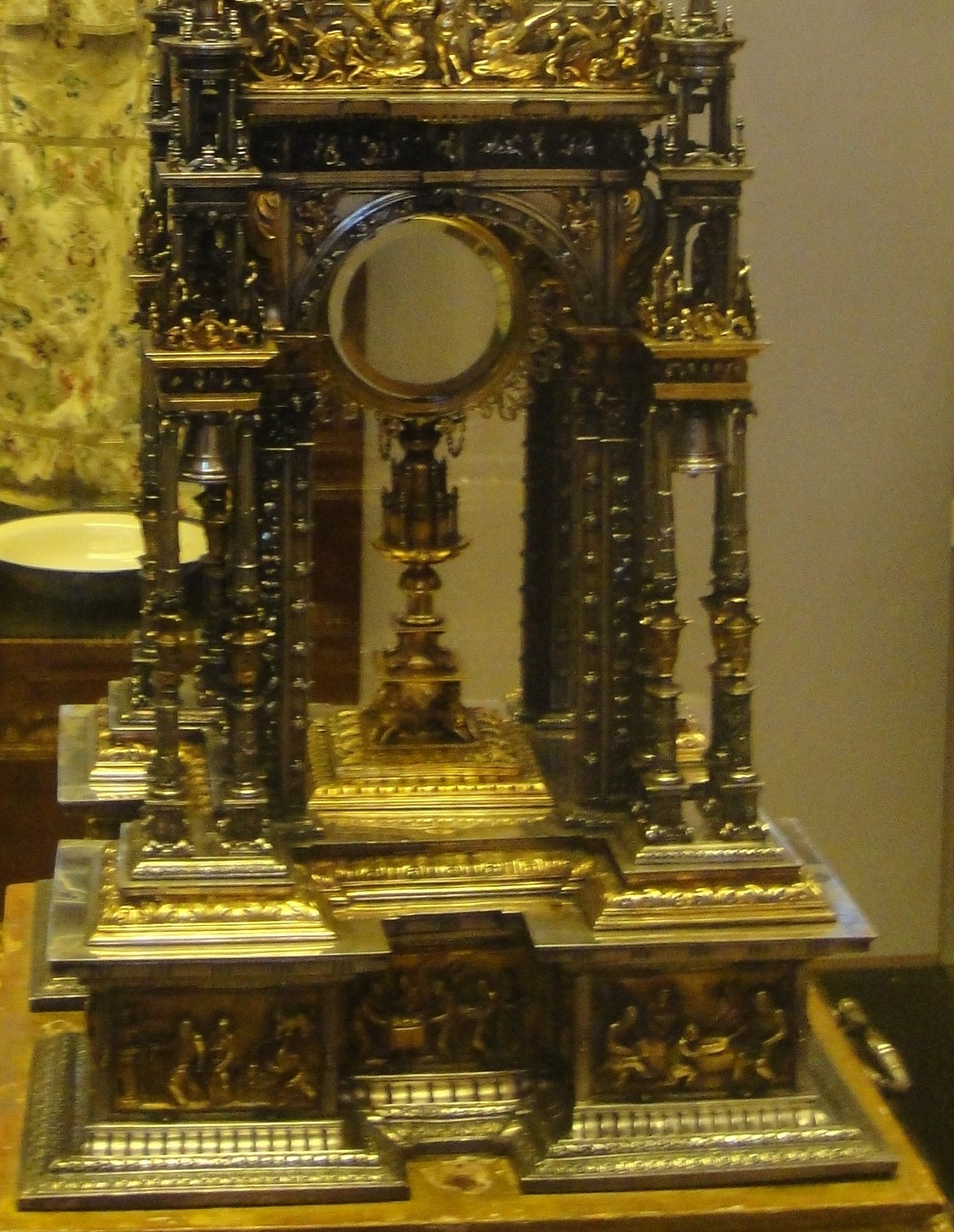
Basamento y primer cuerpo de la custodia procesional de Fuente Obejuna.

Está realizada en plata en su color y plata dorada, aunque las figuras de bulto son obra de fundición, y alcanza una altura de 133 centímetros y una anchura en cada uno de sus lados de 44 centímetros. Tiene forma de torre, y descansa sobre un basamento con tres relieves en cada uno de sus lados que muestran «escenas bíblicas y hagiográficas» procedentes del Antiguo y del Nuevo Testamento que están vinculadas con el sacramento eucarístico y presentan una clara influencia «italianizante», en opinión de Rivera Mateos, que también señaló que tal vez esos relieves estén tomados de alguna Biblia ilustrada. Y algunas de las partes de la custodia, que está formada por cuatro cuerpos con «alturas decrecientes» que se apoyan sobre el basamento o zócalo, sobresalen en ángulo recto.
En las cuatro esquinas del basamento hay otras tantas torres, con tres cuerpos cada una, que se hallan a la misma altura que el primer cuerpo y que están formadas por columnas abalaustradas adornadas con «figuras, relieves, pináculos y cresterías». Las cuatro torres están rematadas por imágenes de San Jorge, San Miguel Arcángel, San Sebastián, que es el patrono de Fuente Obejuna, y San Cristóbal, aunque Rivera Mateos no mencionó la imagen de San Jorge. Y el primer cuerpo, donde se halla el viril destinado a albergar el Santísimo Sacramento, tiene forma de torre y cuatro arcos de medio punto que descansan sobre unas pilastras ornadas con abundantes y «finísimos relieves», que también aparecen en las enjutas y en el friso y que alcanzan la categoría, en opinión de Rivera Mateos, de un «espléndido bordado» de la plata.
El segundo cuerpo está también profusamente decorado, y en él hay cuatro arcos geminados, que albergan otras tantas figuras de santos de factura «magistral», que se apoyan sobre unas pilastras con estrías sobre las que aparecen unos capiteles corintios. Y las imágenes colocadas en este cuerpo en grupos de dos representan a los Cuatro evangelistas, San Mateo, San Marcos, San Lucas y San Juan, y a los cuatro Padres de la Iglesia Latina, San Ambrosio de Milán, San Agustín de Hipona, San Jerónimo de Estridón y San Gregorio Magno.
El tercer y el cuarto cuerpo también tienen una gran riqueza decorativa y dinteles, y en el primero de ellos está colocada una imagen de San Juan Bautista junto a algunas pilastras profusamente decoradas. Y sobre el cuarto cuerpo, donde hay dinteles que descansan sobre arcos de medio punto, está la imagen de Cristo Resucitado que corona y remata la custodia, aunque en otras partes de esta también aparecen figuras infantiles, quimeras y algunos motivos paganos.

## Estilo y obras relacionadas

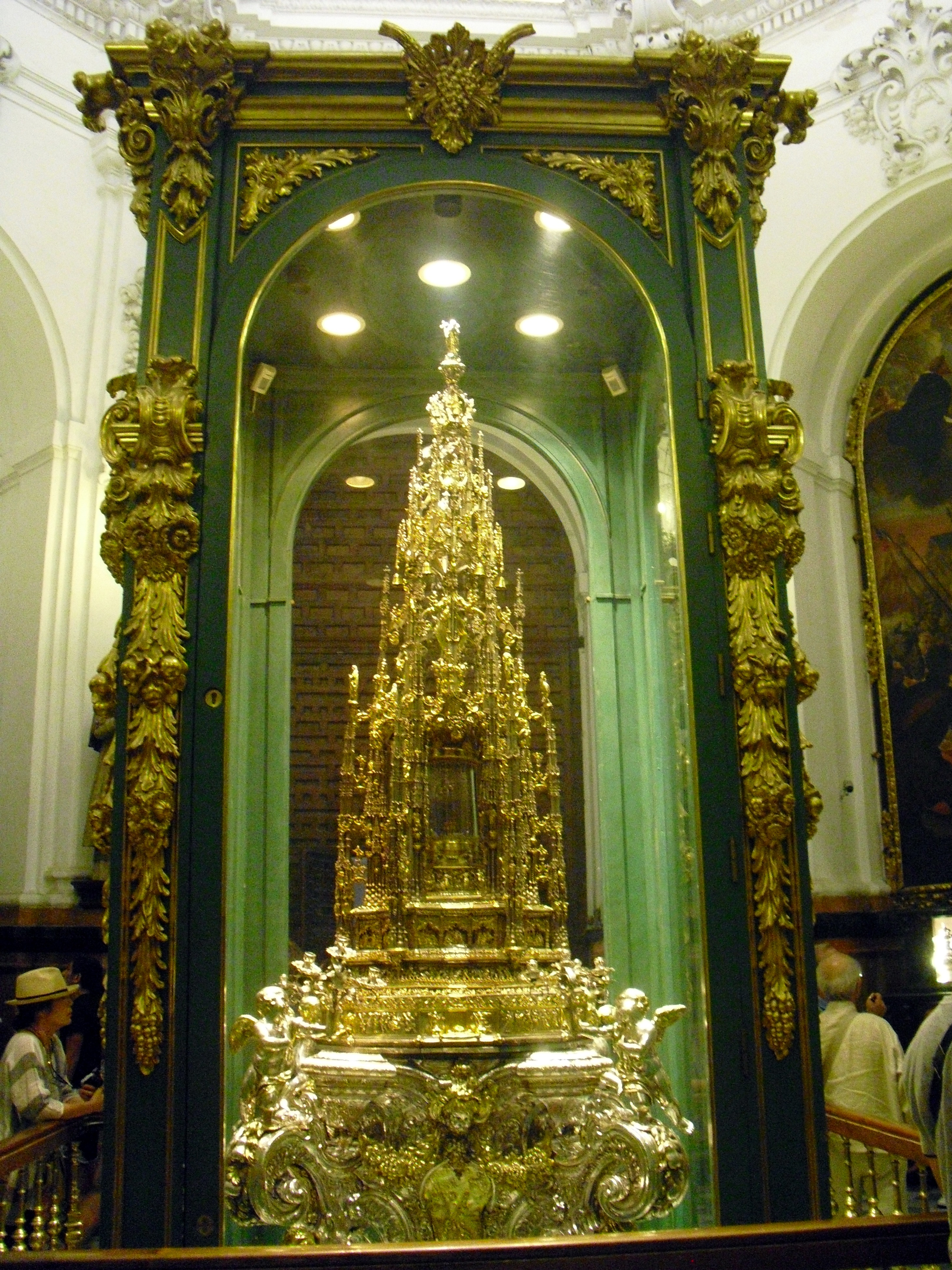
Custodia procesional de la Mezquita-catedral de Córdoba.

Algunos autores afirmaron que es una de las obras «más tempranas» de orfebrería española de estilo plateresco que se conservan y también que, teniendo en cuenta su «estructura y organización arquitectónicas», guarda una gran semejanza con las custodias de Medina de Rioseco y de la catedral de Santiago de Compostela, que son obra de Antonio de Arfe, con la de la catedral de Badajoz, y con la desaparecida custodia procesional de la catedral de Jaén, que como antes se indicó fue destruida en 1936 durante la Guerra Civil Española, ya que todas ellas parecen basarse en un modelo común en el que están presentes las siguientes características:

Tienen de común los arcos de medio punto, los balaustres, la decoración de grutescos, y la abundancia de figuras de bulto redondo. Como nota común más destacada, señalaremos que todas estas custodias tienen cuatro espigadas torres, muy semejantes entre sí, en los ángulos.

De las custodias mencionadas anteriormente, la más antigua es la de la catedral de Jaén, que fue labrada en 1533 por Juan Ruiz el Vandalino, y aunque algunos autores afirman que la de la catedral de Santiago de Compostela fue la primera en usar ese modelo, en realidad es posterior a la de Jaén, ya que la compostelana fue realizada por Antonio de Arfe entre los años 1539 y 1545. Además, las figuras de la custodia de Fuente Obejuna, como señaló Dabrio González, están soberbiamente realizadas, con «paños amplios y posturas escorzadas», y en ellas se han visto algunas semejanzas con el estilo del célebre escultor Pedro Berruguete.
La custodia de Fuente Obejuna es de un «florido» estilo plateresco y una de las más destacadas de la provincia de Córdoba realizadas en el siglo XVI junto con la custodia procesional de la Mezquita-catedral de Córdoba, que fue labrada por Enrique de Arfe, y con la custodia de andas del municipio de Priego de Córdoba. Y Rivas Carmona aseguró también que esta obra «debió» influir notablemente en la orfebrería cordobesa de su época y que tiene algunas semejanzas con la custodia procesional de Puente Genil, que fue también realizada en el siglo XVI, ya que los balaustres empleados en ambas son estilizados y de «formas torneadas».